# Pete Dunne
Peter Thomas England (* 9. November 1993 in Birmingham), besser bekannt unter seinen Ringnamen Pete Dunne und Butch, ist ein britischer Wrestler. Er steht derzeit bei WWE unter Vertrag und ist Teil des SmackDown-Brands. Daneben tritt er in verschiedenen Independent-Ligen Europa und den Vereinigten Staaten an. Seine bislang größten Erfolge sind der einmalige Gewinn der United Kingdom Championship, die er für 685 Tage halten durfte, sowie der einmalige Gewinn der NXT Tag Team Championship gemeinsam mit Matt Riddle.

## Wrestling-Karriere

### Anfänge
Dunne begann im Alter von 12 Jahren mit dem Wrestling-Training. Sein erster Trainer war Steve Edwards von Phoenix Wrestling in Kanada, allerdings war dieses Training begrenzt und lieferte ihm nur die Grundlagen. Dunnes erster Auftritt als Wrestler war beim Holbrooks Festival 2007 in Coventry, wo er Mark Andrews zum ersten Mal traf und rang. Später trainierte er kurze Zeit bei Max Angelus und begann an anderen kleinen lokalen Shows zu arbeiten, hauptsächlich in Gemeindezentren in der Nähe von Birmingham.
Dunne trat bis Januar 2010 als maskierter Tiger Kid an – später unter dem Namen Pete Dunne, nachdem er ein Hair-VS-Mask-Match gegen Helix bei Riot Act Wrestling in Kent verloren hatte. Er trat dann regelmäßig in einem Tag-Team auf, zusammen mit seinem Bruder Damian Dunne. Er verbrachte den größten Teil seiner frühen Karriere damit, für so viele kleine unabhängige Promotionen wie möglich zu arbeiten, und regelmäßig mit Mark Andrews und anderen Freunden zu üben. In den Schulferien trainierte er in einem neuen Boxring in einem Gemeindezentrum in Cardiff. Dunne begann 2011 international und regelmäßiger an Wettbewerben teilzunehmen. Er trat für LDN Wrestling an, reiste für Dublin Championship Wrestling nach Irland, nach Wales für Celtic Wrestling & Welsh Wrestling und Schottland für PBW.

### Independent-Ligen (seit 2007)
Sein Debüt hatte er 2007 beim Holbrooks Festival in Coventry, wo er zum ersten Mal seinen langjährigen Kollegen Mark Andrews traf, mit dem von da an oft auftrat. Dunne wechselte danach zu Max Angelus, der ihn weiter trainierte.
Dunne trat zu Anfang mit Maske als Tiger Kid an, die er im Januar 2010 jedoch nach einem sogenannten Hair vs. Mask bei Riot Act Wrestling in Kent ablegen musste. Anschließend hatte er ein Tag Team zusammen mit Damian Dunne, der seinen Bruder spielte. Daneben trainierte er weiter mit Mark Andrews und hatte seine ersten internationalen Auftritte, unter anderem für LDN Wrestling und Dublin Championship Wrestling.
2011 gründen Dunne und Jim Lee zusammen die Wrestling-Promotion Attack! Pro Wrestling, die zunächst Shows in Birmingham veranstaltet, sich dann aber nach Cardiff und Bristol ausdehnte. Dunne trat dort vorwiegend als Promoter und als Face auf, der häufig gegen seinen Freund Mark Andrews antrat. Später war er dort auch Heel, eine Rolle, die er seitdem gerne spielt. Der Heelturn entstand bei der Abschiedsveranstaltung für Mark Andrews, der den Sprung zu Total Nonstop Action Wrestling (TNA) schaffte. Dunne war auch für 307 Tage Champion der Promotion. Ende 2016 stieg er als Performer aus der Promotion aus, ist aber weiterhin Mitveranstalter der Shows.
Seit 2016 ist Dunne außerdem regelmäßig  bei Revolution Pro Wrestling (RPW) und bei Progress Wrestling als Wrestler zu sehen. Bei RPW durfte er den RPW British Cruiserweight Championship halten. Bei Progress Wrestling hatte er ein Qualify-Match für WWEs Cruiserweight Classic, verlor aber gegen Jack Gallagher. Außerdem ist er der derzeitige Progress World Champion und hielt zusammen mit Trent Seven den Tag-Team-Titel der Promotion.

### World Wrestling Entertainment (seit 2017)
Am 14. und 15. Januar 2017 trat Dunne beim WWE United Kingdom Championship Tournament und durfte bis ins Finale vorrücken, wo er Tyler Bate unterlag. Er übernahm bei dem Tournament die Rolle des Heels. Er wurde anschließend ebenfalls zu WWE NXT geholt. Anschließend trat er bei der WWE-Show WWE 205 Live auf. Am 7. Mai 2017 wurde er beim WWE-NXT-Pay-per-View NXT TakeOver: Chicago durch einen Sieg über Tyler Bate zweiter WWE United Kingdom Champion. Sein Match gegen Tyler Bate gilt in Wrestling-Kreisen als Kandidat für das beste Match des Jahres. Im Fachmagazin Wrestling Observer von Dave Meltzer bekam das Match ein Rating von 4,75 Sternen (bei einer Höchstzahl von 5, die äußerst selten vergeben wird). Seine Regentschaft als Champion hielt 685 Tage und verlor den Titel schlussendlich an Walter am 5. April 2019.
Am 23. November 2019 bestritt er ein Triple Threat Match gegen Killian Dain und Damien Priest, um den Herausforderer für den NXT Championship zu ermitteln. Dieses Match konnte er für sich entscheiden um erhielt somit ein Match um den Titel gegen Adam Cole am 24. November 2019. Am 24. November 2019 bestritt er bei WWE Survivor Series ein Match um den NXT Championship von Adam Cole, dieses Match verlor er. Gemeinsam mit Matt Riddle nahm Dunne bei NXT am Dusty Rhodes Tag Team Classic-Turnier teil und beide konnten dies für sich entscheiden. Neben dem Turniergewinn bekamen sie zudem ein Titelmatch um die NXT Tag Team Championships bei NXT TakeOver: Portland zugesprochen. Am 16. Februar 2020 gewannen sie dann die NXT Tag Team Championships von The Undisputed ERA Kyle O’Reilly und Bobby Fish. Die Titel verloren sie am 13. Mai 2020 gegen Imperium Marcel Barthel und Fabian Aichner.
Bei NXT TakeOver: WarGames IV am 6. Dezember 2020, bestritt er zusammen mit Pat McAfee, Oney Lorcan und Danny Burch ein War Games-Match, dieses verloren sie. Am 14. September 2021 bestritt er ein Fatal-Four-Way-Match, um die vakante NXT Championship gegen Tommaso Ciampa, Von Wagner und LA Knight, dieses konnte er jedoch nicht gewinnen.
Am 11. März 2022 debütierte er bei SmackDown, indem er Ridge Holland und Sheamus in Match gegen Big E und Kofi Kingston half.

## Wrestling-Erfolge
- World Wrestling Entertainment

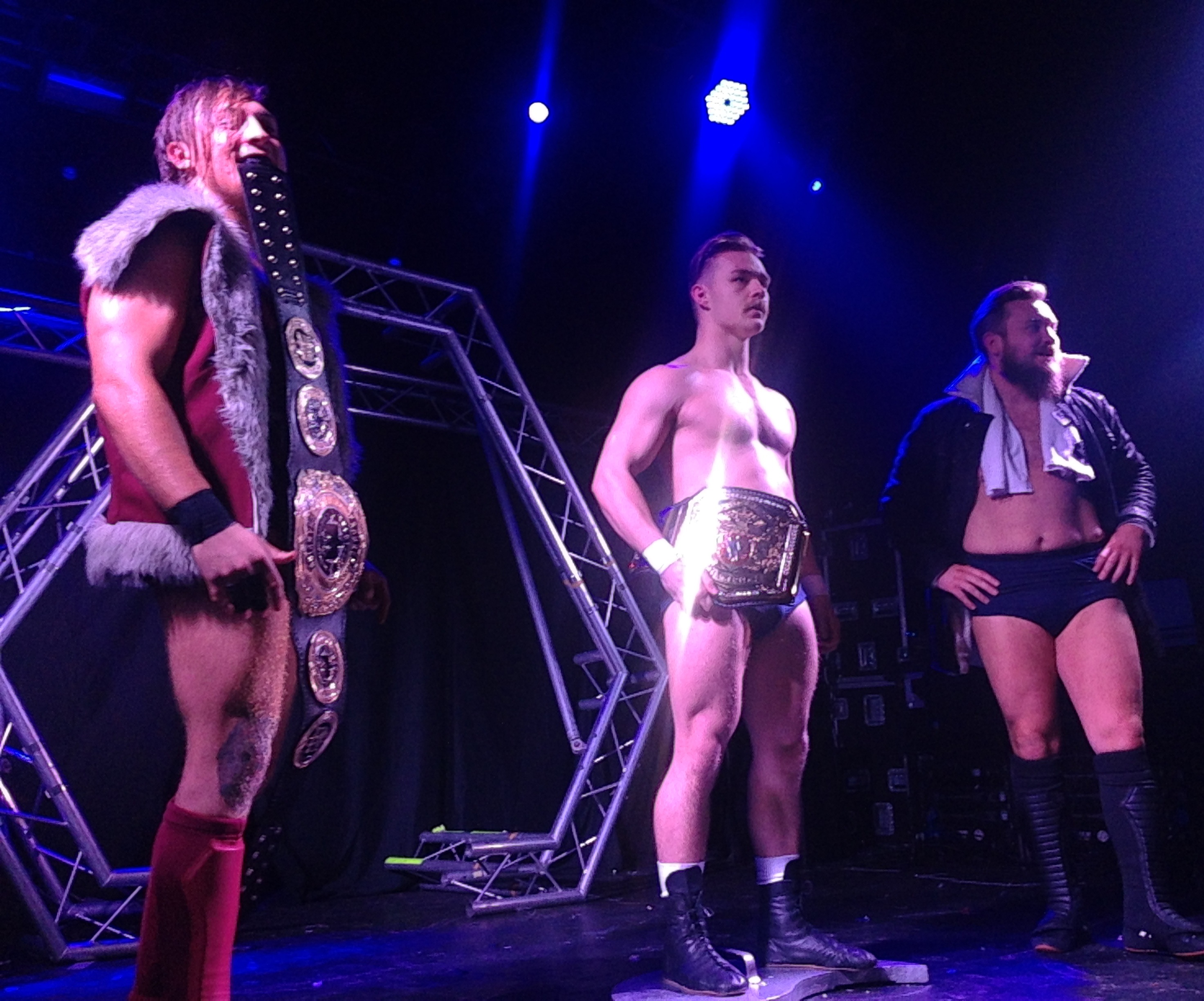
British Strong Style bei Progress Wrestling im Jahr 2017.

  - WWE United Kingdom Championship (1×)[17]
  - NXT Tag Team Championship (1× mit Matt Riddle)
  - Dusty Rhodes Tag Team Classic (mit Matt Riddle 2020)

- Progress Wrestling
  - Progress World Championship (1×)[18]
  - Progress Tag Team Champion (1× mit Trent Seven)[19]

- Westside Xtreme Wrestling
  - wXw Shotgun Championship (1×)[20]

- 4 Front Wrestling
  - 4FW Junior Heavyweight Championship (1×)[21]

- Alternative Wrestling World
  - AWW British Tag Team Championship (1× mit Damian Dunne)[22]

- Attack! Pro Wrestling
  - Attack! 24/7 Championship (5×)
  - Elder Stein Invitational (2012)>[23]

- Destiny World Wrestling
  - DWW Championship (1×)[24]

- Fight Club:Pro
  - Fight Club:Pro Championship (1×)[25]
  - Infinity Trophy (2015)[26]

- Kamikaze Pro
  - Relentless Division Championship (1×)[27]

- Over The Top Wrestling
  - OTT No Limits Championship (2×)[28]

- Pro Wrestling Kingdom
  - Pro Wrestling Kingdom Championship (1×)[29]

- Revolution Pro Wrestling
  - RPW British Cruiserweight Championship (1×)[30]
  - British Cruiserweight Title Tournament (2016)[31]

- Southside Wrestling Entertainment
  - Young Tigers Cup (2015)[32]

- VII Pro Wrestling
  - VII Pro Championship (1×)[33]

- VII Trifecta Trophy Tournament

- Pro Wrestling Illustrated
  - Nummer 81 der Top 500 Wrestler in der PWI 500 im Jahr 2020